# Star Wars: Galactic Battlegrounds
Star Wars: Galactic Battlegrounds (em português: Guerra nas Estrelas: Campos Galácticos de Batalha) é um jogo de estratégia em tempo real, ambientado no universo da saga Star Wars, desenvolvido pela LucasArts e a Ensemble Studios, foi publicado pela LucasArts em novembro de 2001.
Neste os jogadores tem a possibilidade de comandar em batalhas, legiões com até 200 unidades por exército, quem incluem: caçadores de recompensas, Cavaleiros Jedi, stormtroopers, X-wings, AT-ATs, snowspeeders, AT-STs, tanques Kas Wookiee e, dróides.
Jogabilidade criada a partir da engine de RTS, adaptado da série Age of Empires (da Ensemble).

## Civilizações
O jogo possui conflitos envolvendo seis civilizações:
- Naboo
- Federação de Comércio
- Império Galático
- Gungan
- Wookiee
- Aliança Rebelde

### Campanhas
- 1ª campanha (tutorial): campanha dos Wookiees, se passa no ano de 31 B. B. Y. quando a Federação do Comércio invade Alaris Prime, então entram em ação Attichitcuk junto com o filho Chewbacca e o sobrinho Shoran (narrado por Qui-Gon Jinn);
- 2ª campanha: campanha da Federação de Comércio, se passa durante o Episódio I A Ameaça Fantasma, no ano de 32 B. B. Y. quando a Federação do Comércio invade Nabbo;
- 3ª campanha: campanha ds Gungans, começa com uma guerra entre tribos Gungans no ano de 3032 B. B. Y. , e termina com a chegada da Federação do Comércio em Naboo em 32 ABY. Enredo centrado em Boss Gallo e em Boss Rugor Nass, o líder dos Gungans na época do Episódio I.
- 4ª campanha: campanha sobre o Império Galactico, onde os eventos acontecem pouco antes e durante o Star Wars: Episódio V, O Império Contra-Atacaque. Inicia em Yavin 4 no ano de 0 A. B. Y. quando o império jogou sua vingança contra a Aliança Rebelde. Depois se passa no mesmo ano só que em Reyta quando o império reconquistou o planeta. Se passa também em 3 A. B. Y. quando aconteceu a batalha de Hoth, e após em Bespin no episódio 5. E termina numa realidade alternativa onde o jogador tem que vencer com o império a batalha de Endor;
- 5ª campanha: campanha da Aliança Rebelde e Nova República, os eventos desta campanha estão fora do escopo dos filmes (não incluindo a batalha de Endor e Hoth). Começa em Krant quando a Princesa Léia encontra Echu-Shen-Jon em 1 B. B. Y. Depois esta campanha se passa quando o hoocron Vor-Na-Tu é destruído em Geddes no mesmo ano. Ela depois vai a 5 A. B. Y. quando Geddes é libertada do Império, após isso ela volta para 3 A. B. Y onde ocorre a batalha de Hoth. Ela pula um ano e vai para a batalha de Endor em 4 A. B. Y. depois, como missão desafio esta campanha volta para 19 B. B. Y. onde a Aliança Rebelde nasce;
- 6ª e última campanha: campanha do Wookiee, acontece após Star Wars: Episódio VI - O Retorno dos Jedi, iniciando em 5 A. B. Y. quando os remanescentes do Império tentam manter o que resta, assim Han Solo e Chewbacca libertam Kashyyyk, e termina no mesmo ano, com a libertação de Kessel.

### Personagens
- Chewbacca
- Darth Vader
- Princesa Leia Organa
- Luke Skywalker
- Lando Calrissian
- Han Solo
- Anakin Skywalker
- Darth Maul
- Yoda
- Obi-Wan Kenobi
- Mace Windu
- C-3PO
- R2-D2
- Padmé Amidala
- Attichicuk
- Chefe Nass
- OOM-9
- Pekt
- Chewbacca
- Capitão Tarpals
- Chefe Gallo
- Capitão Marsume
- Vice-Rei Nute Gunray
- Moff Yittreas
- Echuu Shen-Jon
- Qui-Gon Jinn
- Mara Jade
- General Veers

### Planetas
As campanhas do jogo são ambientadas nos seguintes planetas:
- Bespin
- Kessel
- Hoth
- Kashyyyk
- Krant
- Naboo
- Reyta
- Tatooine
- Yavin 4
- Endor

## Expansão
A Expansão Clone Campaigns (Campanhas Clônicas) foi lançada em maio de 2002.

### Civilizações
- República galáctica
- Confederação de Sistemas Independentes

### Campanhas
1. Campanha, sobre as Guerras Clônicas e a guerra entre os Separatistas;
2. Campanha sobre o Conde Dooku.